# Dorcasta singularis
Dorcasta singularis är en skalbaggsart som beskrevs av Martins och Maria Helena M. Galileo 2001. Dorcasta singularis ingår i släktet Dorcasta och familjen långhorningar. Inga underarter finns listade i Catalogue of Life.